# Lepraliellidae
Lepraliellidae zijn een familie van mosdiertjes uit de orde Cheilostomatida en de klasse van de Gymnolaemata.

## Geslachten
- Acanthophragma Hayward, 1993
- Balantiostoma Marsson, 1887
- Celleporaria Lamouroux, 1821
- Drepanophora Harmer, 1957
- Kladapheles Gordon, 1993
- Lepraliella Levinsen, 1917
- Multescharellina d'Orbigny, 1852
- Sphaeropora Haswell, 1881